# Клемент (узурпатор)
Клеме́нт (Климе́нт, лат. Clemens; рік народження невідомий — † 16 рік н. е.) — раб Агріппи Постума, самозванець. Після смерті господаря видав себе за нього і намагався захопити владу імператора.

## Біографія
Про життя Клемента до 14 року невідомо нічого, крім того, що він був рабом Агріппи Постума, онука Октавіана Августа. Дізнавшись про смерть Октавіана Августа, Клемент вирішив викрасти свого пана Агріппу та повезти до германських армій. Але не встиг, Агріппа був вбитий за наказом Тиберія, Клемент викрав його прах, відростив волосся і бороду та видав себе за покійного Агріппу Постума, оскільки був дуже на нього схожий. Поширивши чутки серед неосвічених людей про те, що Агріппа милістю богів залишився живий, Клемент отримав досить велику кількість послідовників. Досить швидко Тиберій зрозумів, що справа набуває небажаного розмаху, тому доручив воєначальнику Саллюстію Кріспу покласти край Клементу. Двоє поплічників Кріспа викрали самозванця. За декілька днів Клемента після численних катувань стратили у палаці та потаємно винесли тіло — Тиберій, боячись його прихильників, побоявся проводити публічну страту. Корнелій Тацит наводить свідчення, що на питання Тиберія, як же Клементу вдалося стати Агріппою, самозванець відповів: «Так само, як ти став Цезарем».
За однією із версій, Клемент був сином або внуком Октавіана Августа від однієї із численних невільниць. Це пояснює і його схожість зі своїм господарем Марком Віпсанієм Агріппою, який був внуком імператора.

## Відображення у літературі
Роберт Грейвс у своєму історичному романі «Я, Клавдій» зробив припущення, що Клементом справді був Агріппа Постум, який не помер; однак до екранізації роману цей епізод не дійшов.